# E Street Band

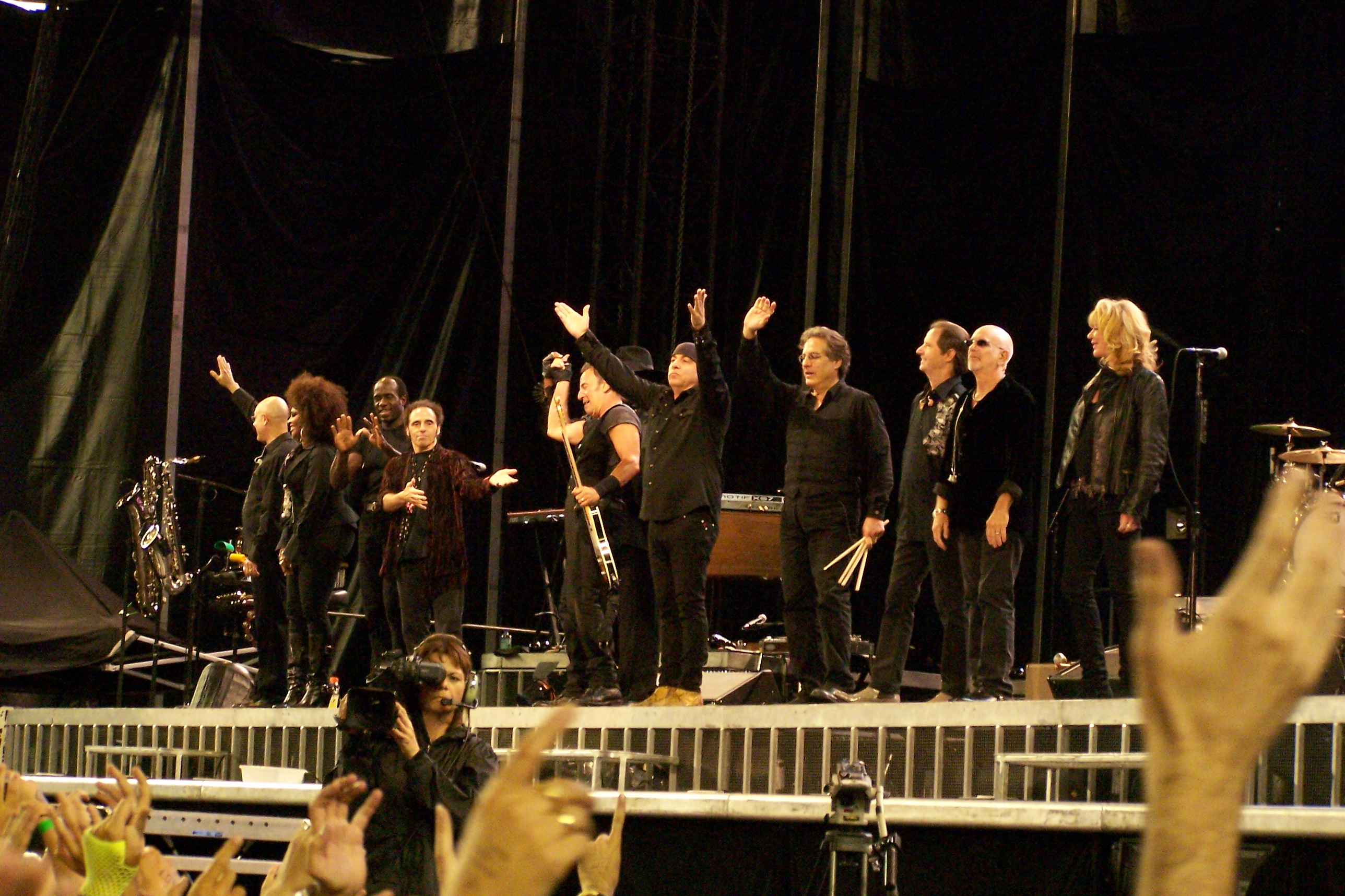
Die E Street Band, 2009

Die E Street Band ist eine US-amerikanische Rockband, die auch gleichzeitig die Begleitband von Bruce Springsteen ist, der selbst nicht als Teil der Band gilt.

## Geschichte
Die E Street Band begann im Oktober 1972, erhielt ihren Namen aber erst zwei Jahre später. Sie war zwischen 1989 und 1999 inaktiv, außer einer kurzen Reunion 1995. Ihr Bandleader ist der US-Rockstar Bruce Springsteen. Der Name der Band ergab sich dadurch, dass einer der damaligen Musiker (David Sancious; Keyboard) in der „E Street“ in Belmar, New Jersey aufgewachsen war und die Band dort gelegentlich in der Garage der Mutter übte.
2014 wurde die E Street Band in die Rock and Roll Hall of Fame aufgenommen, wobei Springsteen die Laudatio hielt. Berücksichtigt wurden sämtliche offizielle Mitglieder der Bandgeschichte.
Springsteen beschreibt die Band als Rock and Soul Band.

## Mitglieder und Gastmusiker

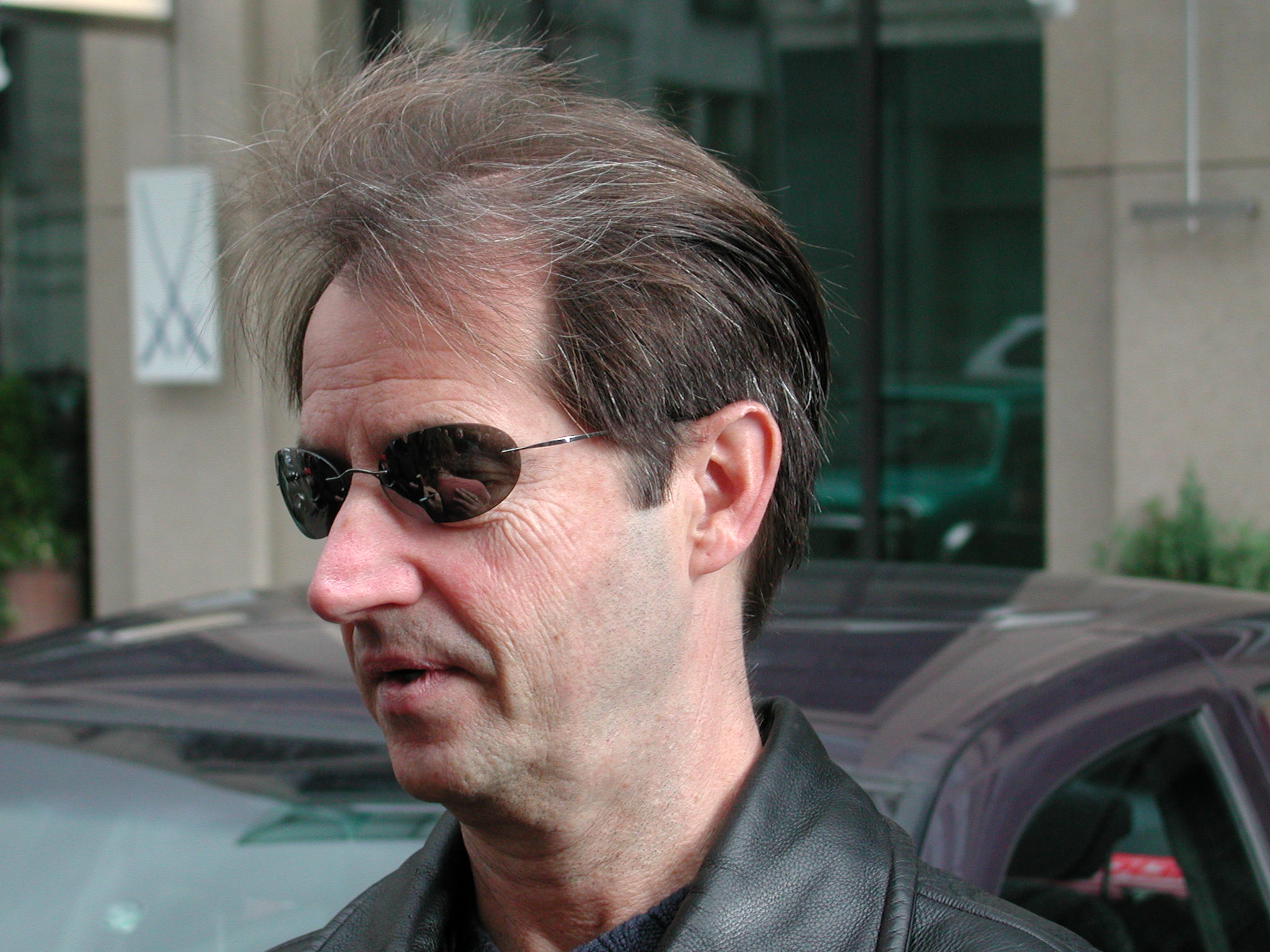
Garry W. Tallent (2002)

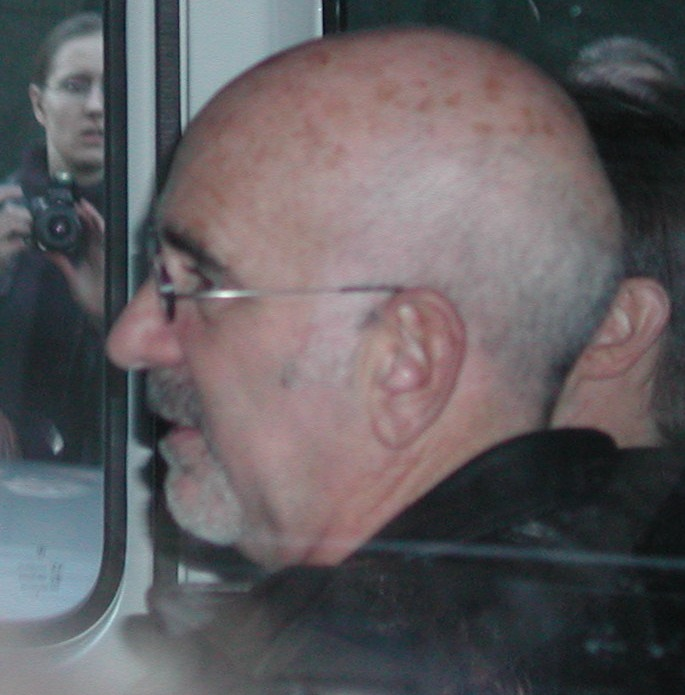
Roy Bittan (2002)

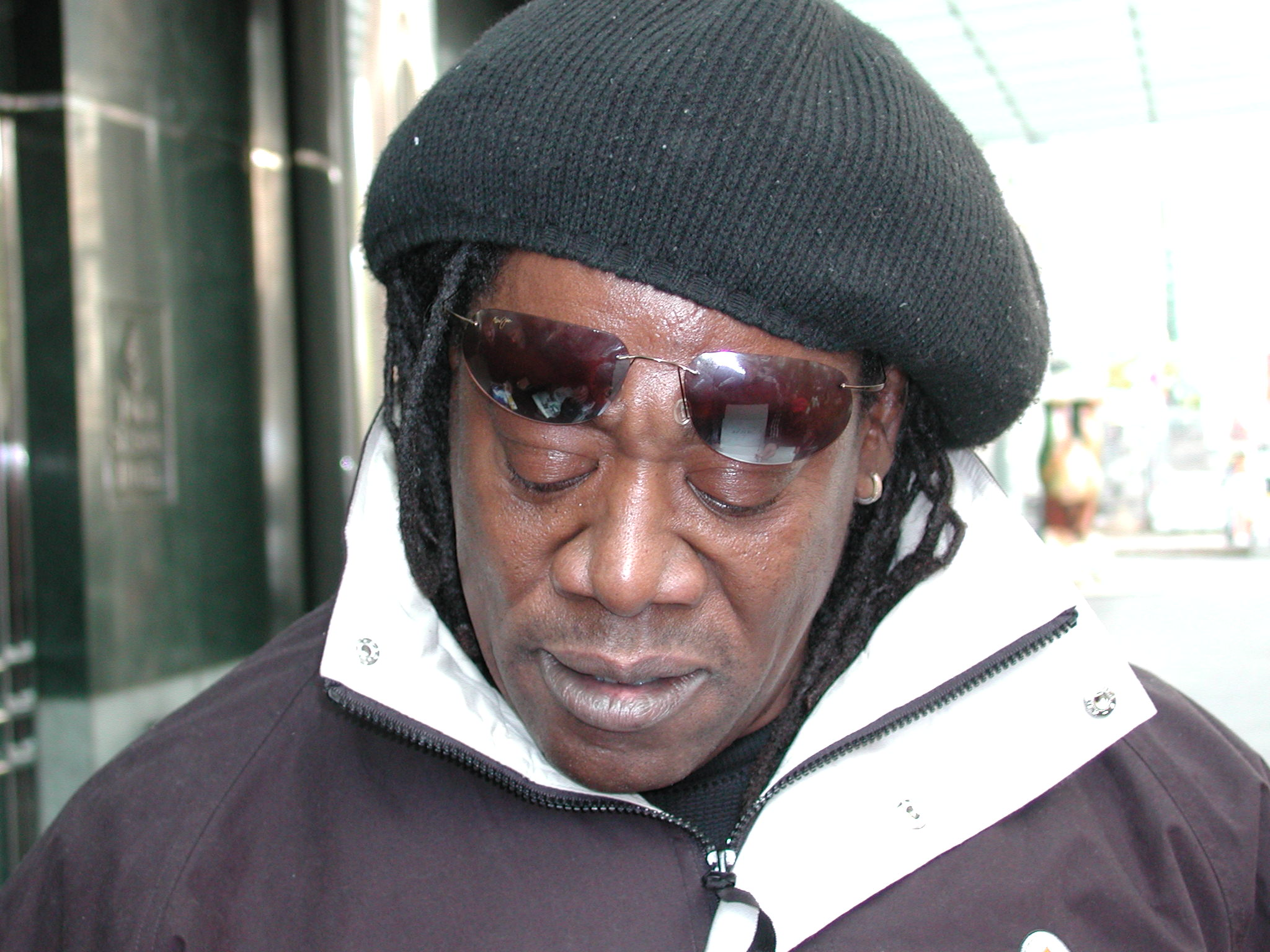
Clarence Clemons (2002)

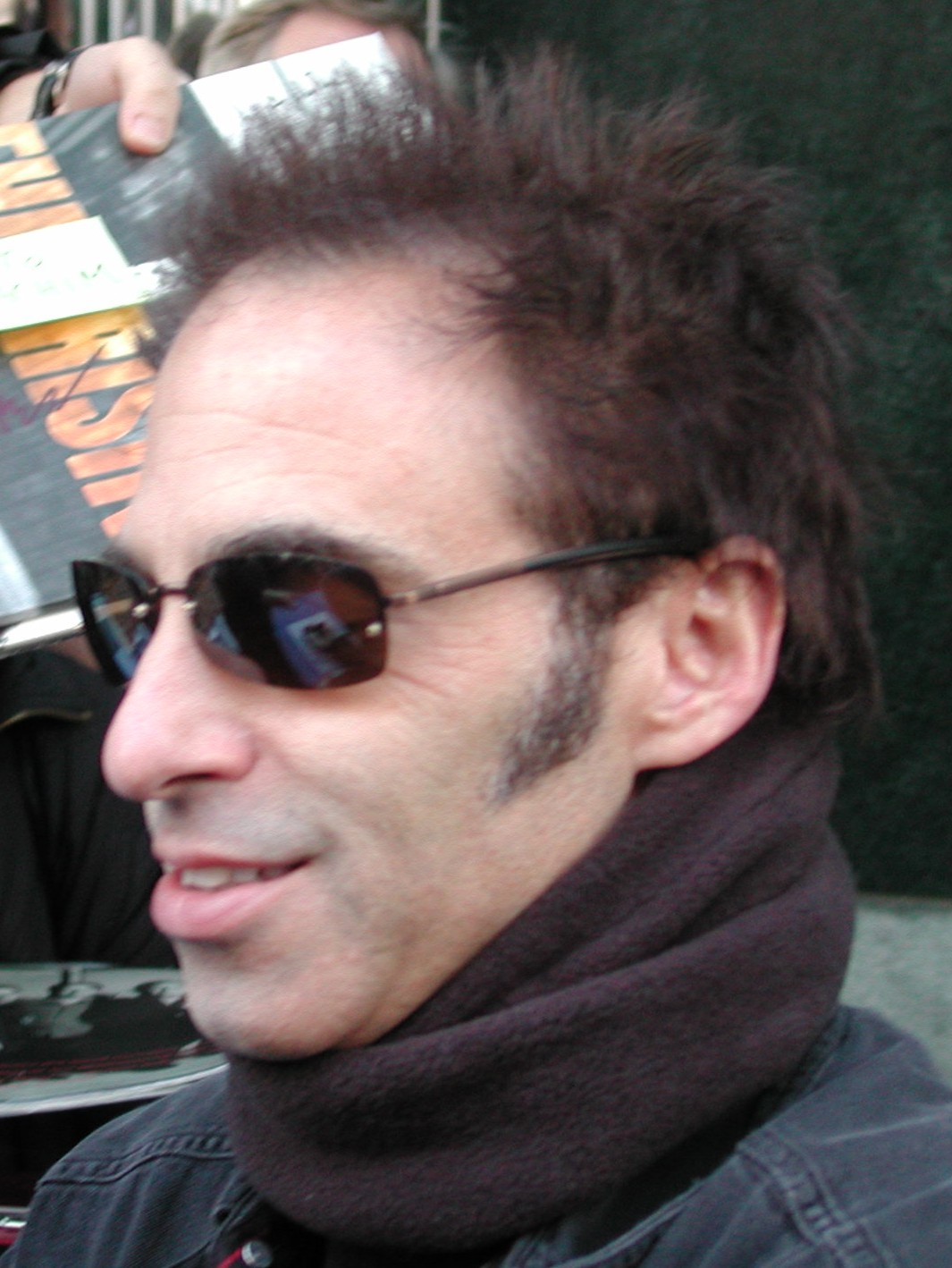
Nils Lofgren (2002)

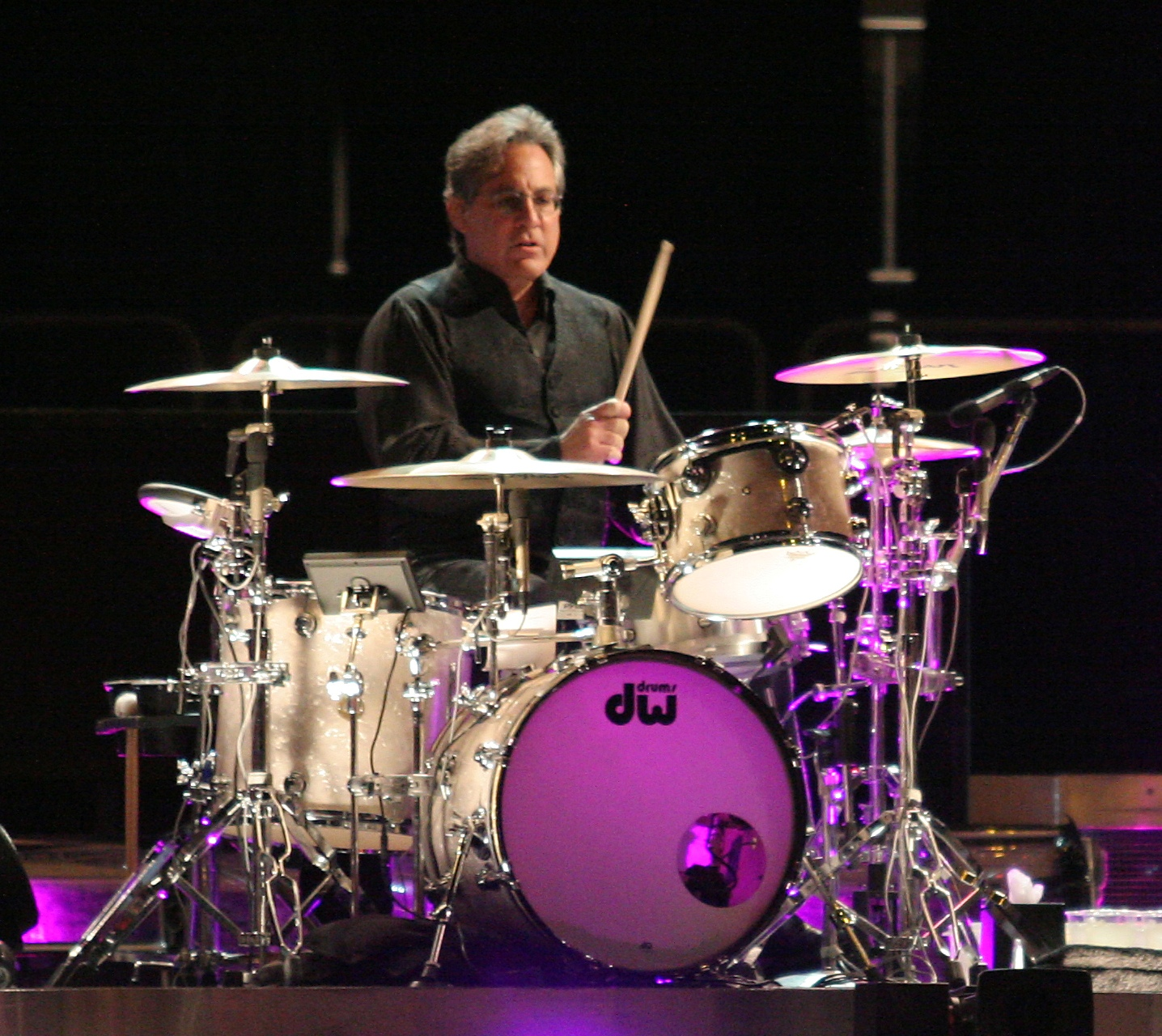
Max Weinberg (2008)

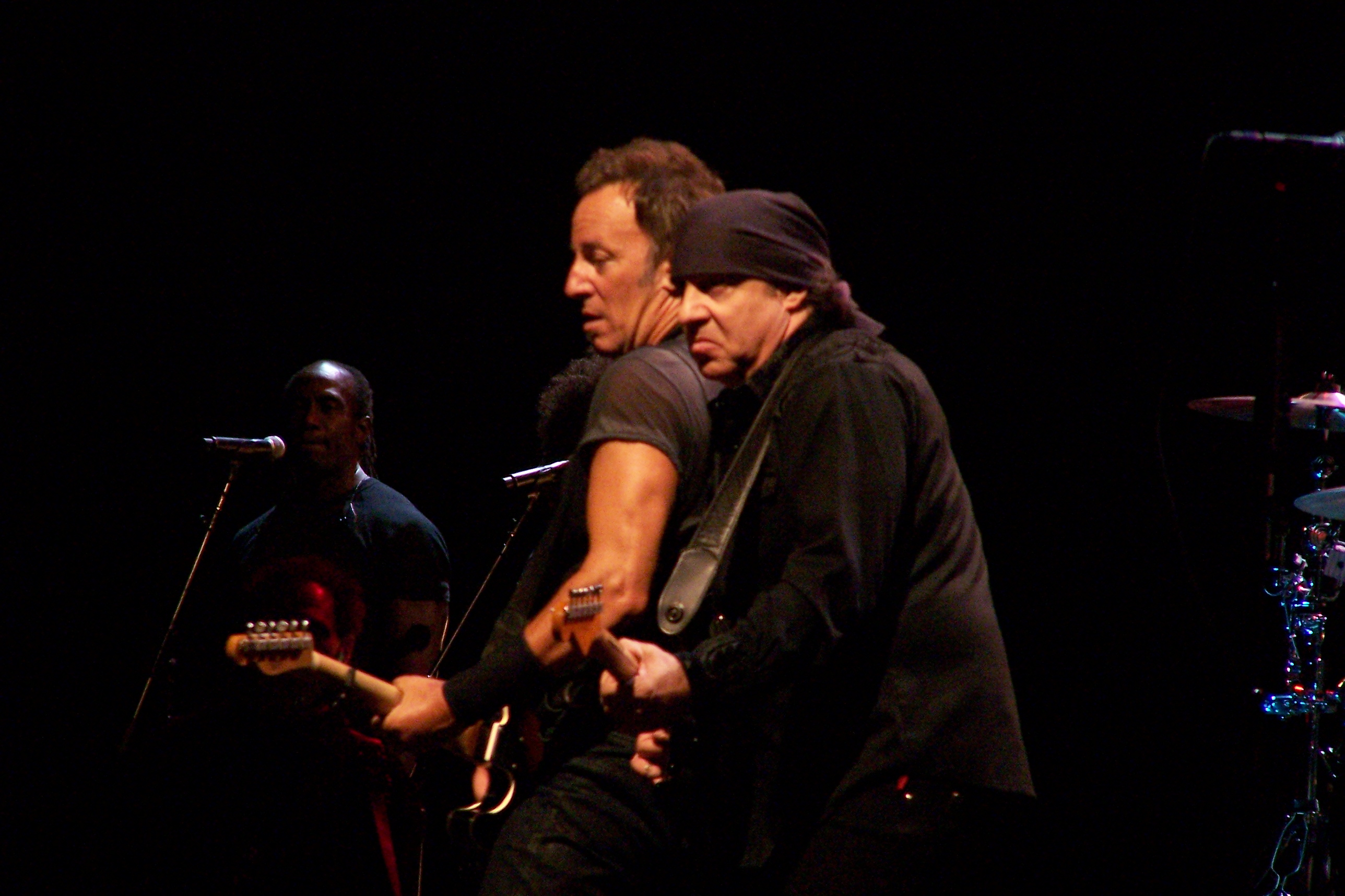
Bruce Springsteen und Steven Van Zandt (2009)

Während der „Tunnel of Love“-Tour wurde die E Street Band von den Miami Horns verstärkt.
- Richie „La Bamba“ Rosenberg – Posaune
- Carlo Novi – Saxophon
- Ed Manion – Saxophon
- Tony Palligrossi – Trompete
- Rick Gazda – Trompete

Nach dem Tod von Danny Federici im April 2008 wird der Keyboarder durch Charles Giordano ersetzt, der Bruce Springsteen bereits während der Sessions Tour 2006 begleitete. Federici hatte seinen letzten Auftritt am 20. März 2008 in Indianapolis. Während der „Working on a Dream Tour“ 2009 vertrat der damals 18 Jahre alte Jay Weinberg seinen Vater Max bei einigen Konzerten, unter anderem auch während Teilen des Europe-Legs. Am 18. Juni 2011 starb der Saxofonist Clarence Clemons an den Folgen des Schlaganfalls, den er sechs Tage zuvor erlitten hatte. Seit der „Wrecking Ball“-Tournee 2012 spielt sein Neffe Jake Clemons Saxofon, gehört jedoch auch nicht zu den offiziellen Bandmitgliedern.
Die E Street Band wird live meist durch Gastmusiker ergänzt, die keine regulären Bandmitglieder sind, so etwa die „E Street Horns“ (Barry Danielian und Curt Ramm Trompete, Eddie Manion Saxophon und Ozzie Melendez Posaune), die Background-Sänger („E Street Choir“) Ada Dyer, Curtis King, Cindy Mizelle und Michelle Moore sowie einen Percussionisten, zuletzt Anthony Almonte. Seit 2002 spielt Soozie Tyrell bei sämtlichen Auftritten und Albumaufnahmen Akustische Gitarre, Violine, Begleitgesang, ist jedoch kein reguläres Mitglied der Band. Gemeinsam mit Clemons und dem Akkordeon-, Keyboard- und Orgelspieler Charlie Giordano bilden sie die „E Street Auxiliary“.